# Time Freak
Time Break é um curta-metragem de 2011 dirigido por Andrew Bowler e produzido por Gigi Causey. Como reconhecimento, foi nomeado ao Oscar 2012 na categoria de Melhor Curta-metragem.